# Partido Democrático (Sudáfrica)
El Partido Democrático (PD) (del inglés Democratic Party) —también traducido en diversas fuentes como Partido Demócrata— fue un partido político sudafricano de ideología liberal. Fue fundado en 1989 y, en sus orígenes, representó a los miembros de la minoría blanca opuestos al apartheid. Sin embargo, durante la transición política de los años 1990 se abrió a la entrada de ciudadanos de otras razas. En 2000 formó parte de la coalición Alianza Democrática, que acabaría convirtiéndose en un partido en el que se integró el PD.

## Surgimiento
El Partido Democrático surgió en 1989 de la fusión de los liberales Partido Progresista Federal —entonces tercera fuerza política en la asamblea reservada a la minoría blanca en el parlamento tricameral de la época—, Partido Independiente —compuesto por liberales afrikáneres— y Movimiento Democrático Nacional. Los tres representaban al sector de la minoría blanca crítica con el régimen del apartheid y que lo combatía desde la legalidad, a diferencia de quienes militaban en el Congreso Nacional Africano (CNA), el Partido Comunista Sudafricano y otras organizaciones ilegales.

## Desarrollo

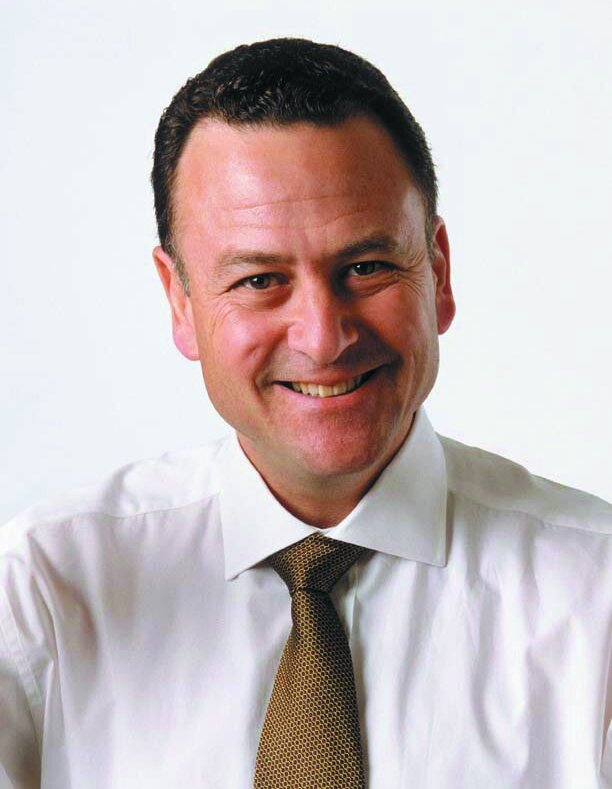
El agresivo Tony Leon consiguió que el PD se recuperara del revés de 1994.

El PD fue conducido por una triple dirección compuesta por Zach de Beer, Denis Worral y Wynand Malan, y obtuvo un buen resultado en las elecciones racistas de ese mismo año 1989, en las que consiguió el 19,90% de los votos de la minoría dominante. Cuando el presidente Frederik de Klerk —del gobernante Partido Nacional (PN)— anunció su intención de acabar con el apartheid, el PD participó en las difíciles negociaciones que se llevaron a cabo entre 1991 y 1993 y que desembocaron en la aprobación de una Constitución Provisional.
Pese a sus deseos de captar el apoyo de otros grupos étnicos a fin de alcanzar hasta un 10% de los votos, en las elecciones interraciales de 1994 solo obtuvo un pobre 1,73% de los sufragios, lo que le sirvió para obtener siete parlamentarios en la nueva Asamblea Nacional de cuatrocientos asientos. El mal resultado se achacó a la pasiva campaña realizada por Zach de Beer, por lo que el mismo año se eligió una nueva dirección encabezada por Tony Leon.
Pese a lo reducido de su representación, el PD realizó una agresiva labor de oposición al Gobierno de Unidad Nacional encabezado por Nelson Mandela y el CNA, del que formaban parte también el PN y el Partido de la Libertad Inkatha. Esto hizo que en las elecciones de 1999 ascendiera hasta un 9,56% de los votos, convirtiéndose en la primera fuerza de oposición y desbancando al Partido Nacional  —ahora rebautizado como Nuevo Partido Nacional (NPN)— a pesar de su intento de modernización.

## Desaparición
De cara a las elecciones municipales de 2000, el PD formó una coalición con el Nuevo Partido Nacional y con la Alianza Federal que fue denominada Alianza Democrática (AD). La nueva coalición obtuvo un excelente resultado, al alcanzar un 22,1% de los votos. Sin embargo, el NPN abandonó la coalición en 2001 y decidió aliarse con el gobernante CNA, lo que privó a la AD de los principales resortes de poder que controlaba, como la provincia de El Cabo Occidental y el propio municipio de Ciudad del Cabo. No obstante, una parte de la militancia del NPN decidió permanecer en la AD. También la Alianza Federal acabó abandonando la coalición.
Finalmente, la Alianza Democrática acabó convirtiéndose en partido político, lo que supuso la desaparición —o transformación— del PD.

## Resultados electorales
|  | 20.00 % |

|  | 1.73 % |

|  | 9.56 % |